# Festa Major del Baró de Viver
La Festa Major del Baró de Viver se celebra a mitjan juny al barri del Baró de Viver, al districte de Sant Andreu de Barcelona. La festa major del barri, que es fa a mitjan juny, dura un cap de setmana i és organitzada per la Comissió de Festes Baró de Viver. S'hi fan moltes activitats destinades a dinamitzar socialment i culturalment el barri, com ara una gimcana cívica o tallers multiculturals. No hi falten, tampoc, els torneigs esportius, les activitats per a la gent gran, els àpats populars i els balls de festa major.

## Actes destacats
- Timbalada. El primer acte de la festa major, que es fa el divendres a la tarda, és una trobada de grups de percussió del barri. Tots junts transiten pels carrers i s'adrecen cap al lloc on es faci el pregó.[1]